# Le Bureau - Sotto copertura
Le Bureau - Sotto copertura (Le Bureau des légendes) è una serie televisiva francese, creata da Éric Rochant e trasmessa dal 2015 al 2020 su Canal+. Composta da cinque stagioni, è stata osannata dalla critica e inserita dal New York Times al terzo posto tra le migliori serie tv degli anni 2010.
In Italia, è stata trasmessa dal 16 gennaio 2017 su Sky Atlantic.

## Trama

### Prima stagione
La DGSE ha allestito al proprio interno una divisione, chiamata Bureau des légendes (Ufficio delle coperture), incaricata di formare e seguire gli agenti segreti che operano all'estero. L'agente Guillaume Debailly, noto con il nome in codice di Malotru, rientra in Francia dopo una missione in Siria durata sei anni, apparentemente pronto a passare dietro la scrivania per fare carriera come funzionario nel Bureau. Tuttavia, l'arrivo a Parigi di Nadia El Mansour, la donna di cui si è innamorato quando era in missione, spinge Malotru a resuscitare, violando ogni protocollo, la copertura del professore di francese Paul Lefebvre. Il direttore del Bureau Henri Duflot incarica Malotru di formare Marina Loiseau, giovane agente che deve partire per una delicata missione da sismologa in Iran.

### Seconda stagione
Il Bureau è impegnato in un'importante operazione per catturare il jihadista dello Stato Islamico Toufik Boumaza, noto come Il boia francese. Costretto a collaborare con la CIA per non essere smascherato, Malotru è preoccupato per le sorti di Nadia, rapita dai siriani che la usano come arma di ricatto nei suoi confronti. Sbarcata in Iran, Marina è incarica di reclutare Shapur Zamani, rampollo di una famiglia piuttosto in vista, rischiando però di confondere lavoro e sentimenti.

### Terza stagione
Malotru è finito ostaggio dello Stato Islamico e il Bureau è dilaniato tra chi sostiene la necessità di salvarlo e chi, memore del suo tradimento con la CIA, vorrebbe invece abbandonarlo al suo destino. Prossimo alla pensione, Duflot decide di regalarsi un'ultima avventura e scende direttamente in campo per liberare Malotru. Marina attraversa un momento di crisi, reduce dall'esperienza traumatica vissuta in Iran, valutando di abbandonare la carriera di agente. Una proposta del Mossad israeliano le farà cambiare idea.

### Quarta stagione
Riparato in Russia dopo la rocambolesca fuga dall'Isis, Malotru finisce nelle grinfie dell'FSB e del suo temibile ufficiale Mikhaïl Karlov. Mosca diventa il centro dell'interesse del Bureau, con il ritorno in missione di Marina e un nuovo agente, il giovane hacker César. Chiamata a guidare il Bureau dopo la dipartita di Duflot, Marie-Jeanne Duthilleul deve difendere il suo ufficio dall'inchiesta guidata dall'ambizioso quanto enigmatico JJA.

### Quinta stagione
Il Bureau finisce nella bufera per un'inchiesta giornalistica che lo accusa di aver sacrificato Malotru in nome della propria sopravvivenza. Quello che sembra uno scandalo irreparabile è in realtà una fine strategia elaborata da JJA per infiltrare un agente direttamente al cuore dell'FSB. In disaccordo con le decisioni assunte dai vertici, Marie-Jeanne lascia la direzione del Bureau per tornare a lavorare sul campo, infiltrandosi in un lussuoso albergo in Egitto. L'FSB spedisce César in Cambogia a infoltire una squadra di hacker. Marina affianca un giovane agente, Mille Sabords, parecchio interessato a scavare sulla figura di Malotru.

## Episodi
| Stagione         | Episodi | Prima TV Francia | Prima TV Italia |
| ---------------- | ------- | ---------------- | --------------- |
| Prima stagione   | 10      | 2015             | 2017            |
| Seconda stagione | 10      | 2016             | 2018            |
| Terza stagione   | 10      | 2017             | 2018            |
| Quarta stagione  | 10      | 2018             | 2018            |
| Quinta stagione  | 10      | 2020             | 2020            |

## Personaggi e interpreti

### Personaggi principali
- Guillaume Debailly/Malotru/Paul Lefebvre (stagioni 1-5), interpretato da Mathieu Kassovitz, doppiato da Francesco Pezzulli.
Agente del Bureau rientrato da una missione di sei anni in Siria. Il suo ritorno alla vita civile è ostacolato dall'arrivo a Parigi di Nadia, la donna siriana di cui si è innamorato durante la missione; violando ogni protocollo, resuscita la copertura di Paul Lefevbre, professore di francese, e riprende a frequentarla. L'amore per Nadia lo porta a diventare un doppiogiochista per la CIA. Caduto nelle mani dell'Isis, trova poi riparo in Russia accettando di lavorare per l'FSB. Completa con successo la sua missione, pagando però a caro prezzo gli errori commessi.
- Henri Duflot/Socrate (stagioni 1-3, guest stagione 4), interpretato da Jean-Pierre Darroussin, doppiato da Enrico Di Troia.
Direttore del Bureau. È stato il mentore di Malotru, che vuole come suo vice nella delicata missione Cyclone. Ben consapevole dei difetti di Malotru, prende le sue difese ogni volta che qualcuno lo attacca. Il loro rapporto speciale lo spinge, quando il suo protetto è prigioniero dell'Isis, ad accettare una missione sul campo in cui però perde la vita.
- Laurène Balmes (stagioni 1-3), interpretata da Léa Drucker, doppiata da Claudia Razzi.
Psicologa comportamentista assunta dal Bureau per migliorare la gestione delle risorse umane. Nella sua attività si dedica con particolare attenzione a Malotru, riscontrando i segnali che la portano ad affermare come l'agente sia ancora in missione. È proprio Malotru a scoprire che la psicologa lavora di nascosto per la CIA, un rapporto nato perché il marito era tra le vittime degli attentati dell'11 settembre 2001.
- Marina Loiseau/Phénomène/Rocambole (stagioni 1-5), interpretata da Sara Giraudeau, doppiata da Monica Bertolotti.
Astro nascente del Bureau, è stata assunta mentre studiava sismologia al Politecnico di Parigi. Mandata in missione in Iran per studiare il programma nucleare iraniano, s'invaghisce di Shapur Zamani, figlio di un ministro del governo, rischiando di finire in carcere a vita. Salvata dal Bureau, medita di lasciare la carriera di agente, ma cambia idea quando si ritrova ingaggiata dal Mossad e il Bureau vuole sfruttarla come doppiogiochista con gli israeliani. Dopo una nuova missione al Centro 21 di Mosca, accetta di passare dietro la scrivania.
- Marie-Jeanne Duthilleul (stagioni 1-5), interpretata da Florence Loiret-Caille, doppiata da Cristina Poccardi.
Referente di Malotru e Marina durante le loro missioni. È un funzionario molto rispettato per il suo sangue freddo, ma questo le attira anche le critiche di chi la considera poco empatica. Alla morte di Duflot diventa la direttrice del Bureau, prodigandosi per la cattura di Malotru che considera un traditore, anche alla luce delle bugie che le ha raccontato quando era in missione. Successivamente però cambia idea e lavora per salvarlo, anche a costo di dimettersi per tornare a lavorare sul campo. Conclusa positivamente la missione Kennedy, è nominata direttore della DGSE e prende la decisione di smantellare il Bureau.
- Jean Jacques "JJA" (stagioni 4-5), interpretato da Mathieu Amalric, doppiato da Stefano Mondini (stagione 4) e Teo Bellia (stagione 5). Direttore della sicurezza interna della DGSE, con un passato poco chiaro di spia in Russia. Viene incaricato di condurre un'inchiesta interna al Bureau quando esplode il caso Malotru. Dopo le dimissioni di Marie-Jeanne, ne prende il posto alla guida del Bureau. Non nasconde il proprio astio verso Malotru, reputandolo il responsabile del caos in cui versa il Bureau. Soprannominato "JJA" come le iniziali della spia statunitense James Jesus Angleton.

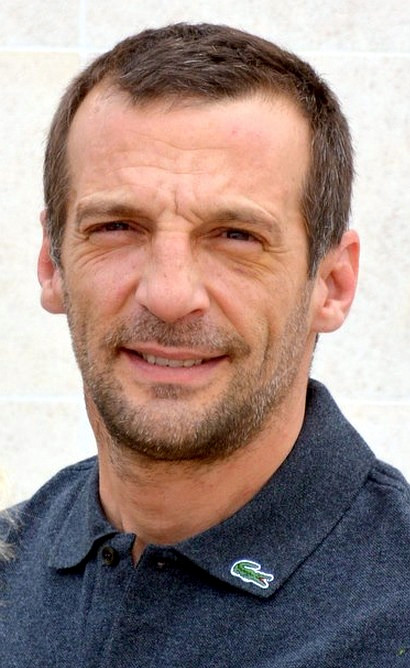
Mathieu Kassovitz interpreta Guillaume Debailly ("Malotru")
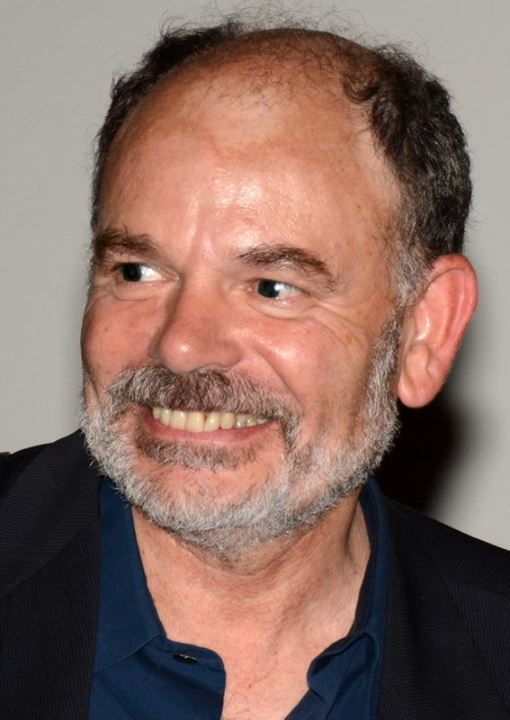
Jean-Pierre Darroussin interpreta Henri Duflot ("Socrate")
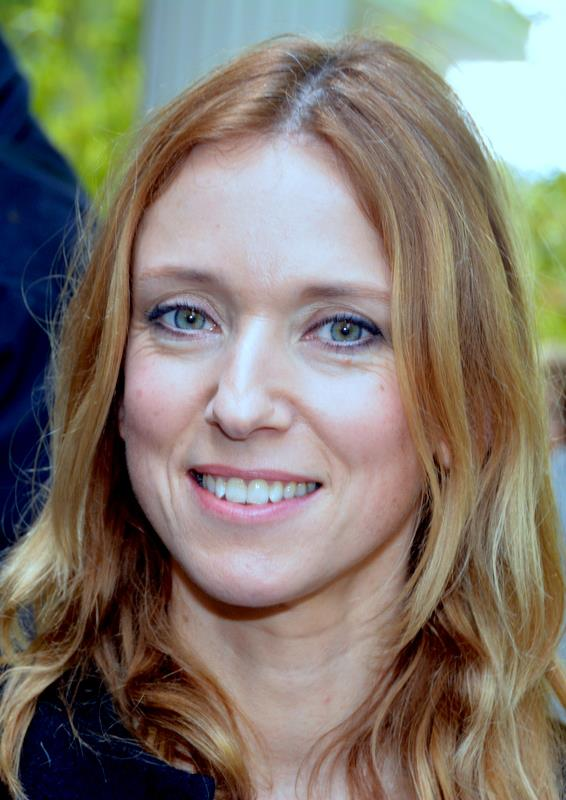
Léa Drucker interpreta Laurène Balmes
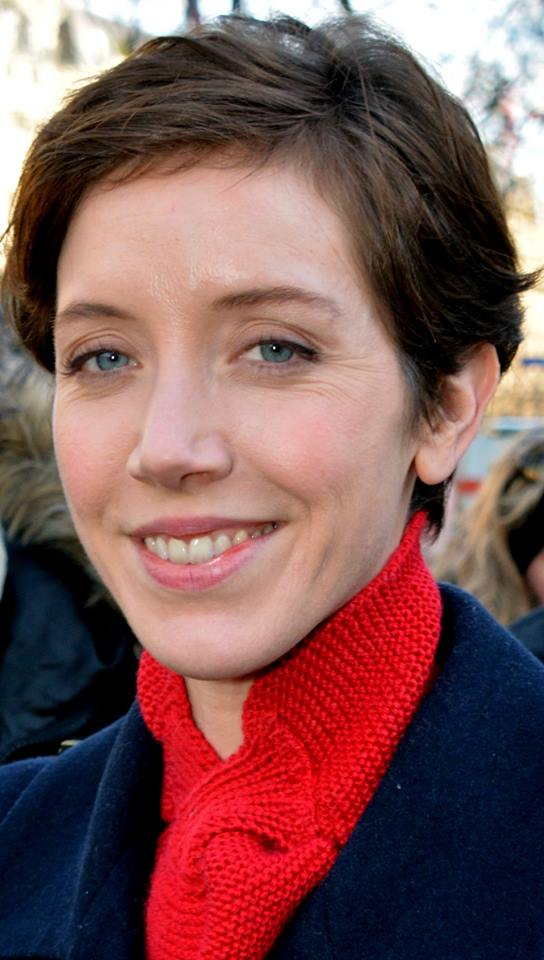
Sara Giraudeau interpreta Marina Loiseau ("Phénomène" e poi "Rocambole")
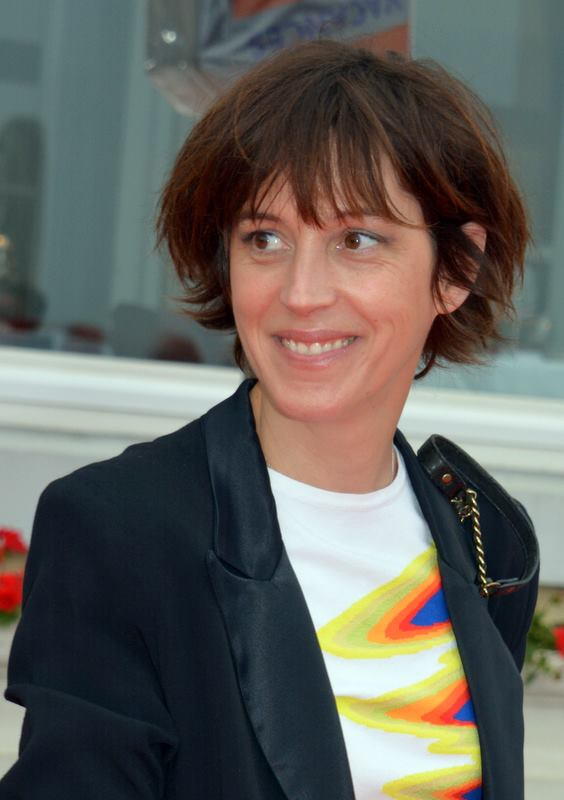
Florence Loiret-Caille interpreta Marie-Jeanne Duthilleul
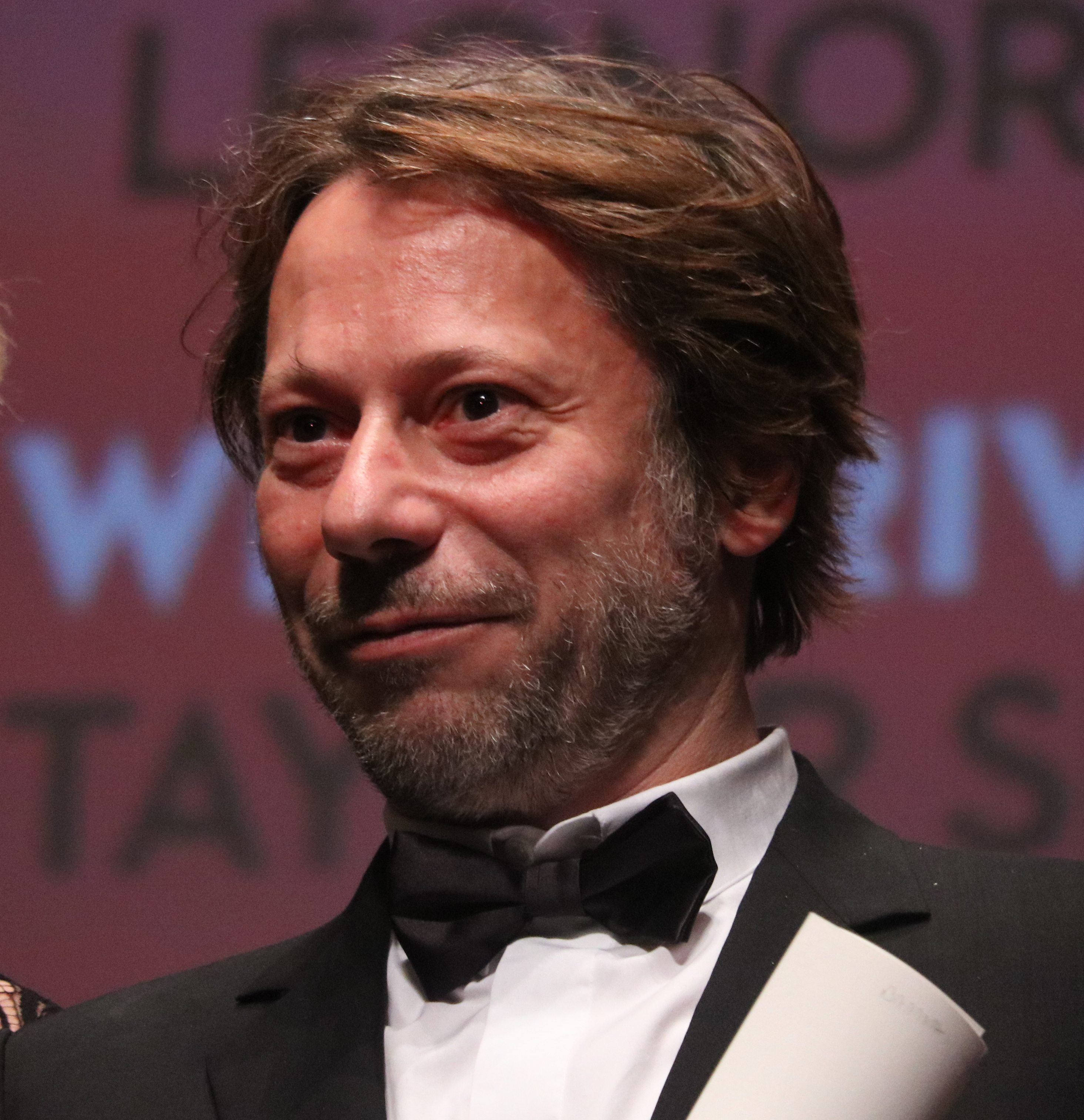
Mathieu Amalric ("JJA")

### Personaggi secondari
- Nadia El Mansour (stagioni 1-3 e stagione 5, guest stagione 4), interpretata da Zineb Triki, doppiata da Emanuela D'Amico.
Docente universitaria siriana. Conosce Malotru durante un ricevimento all'ambasciata francese a Damasco. Inviata a Parigi perché incaricata di condurre i negoziati di pace tra il regime di Bashar al-Assad e le tribù ribelli, ricomincia a frequentare Malotru, compromettendo la propria posizione presso i siriani che la sequestrano. Dopo essere stata liberata, trova lavoro alla Commissione europea e collabora con il Bureau per salvare Malotru. Viene uccisa da un sicario assoldato da Karlov dell'FSB.
- Marc "Mag" Lauré (stagioni 1-4), interpretato da Gilles Cohen, doppiato da Teo Bellia.
Direttore della DGSE, deve il soprannome "Mag" al suo passato da agente a Mosca. Non è mai stato un sostenitore di Malotru, soprattutto dopo che è emerso il suo doppiogioco con la CIA. Quando però entra in scena JJA, cambia atteggiamento e dà il proprio sostegno all'operazione di salvataggio dell'agente. Nel momento in cui JJA prende troppo potere, si fa da parte e va in pensione.
- Raymond Sisteron (stagioni 1-5), interpretato da Jonathan Zaccaï, doppiato da Roberto Certomà.
Referente di Cyclone. È molto amico di Malotru, a cui lo lega un rapporto di sincera amicizia. Perde una gamba durante la missione di salvataggio di Malotru, durante la quale s'innamora della combattente curda Esrin. Inizia poi una relazione con Liz Bernestein.
- Rachid Benarfa/Cyclone (stagione 1), interpretato da Mehdi Nebbou.
Agente del Bureau infiltrato ad Algeri. Il suo arresto porta scompiglio nel dipartimento, innescando la catena di eventi che avrebbe condotto alla scomparsa di Malotru.

## Remake
Un adattamento statunitense della serie, intitolato The Agency è trasmesso dal 29 novembre 2024 su Paramount+ with Showtime e vede Michael Fassbender nel ruolo del protagonista.